# Arantxa Sánchez Vicario
Aránzazu Isabel María “Arantxa” Sánchez Vicario (sinh 18 tháng 12 năm 1971 tại Barcelona, Tây Ban Nha) là một cựu vận động viên quần vợt chuyên nghiệp người Tây Ban Nha, từng giữ ngôi vị số 1 thế giới. Cô từng giành 4 danh hiệu Grand Slam đơn, 6 danh hiệu Grand Slam đôi và 4 danh hiệu Grand Slam hỗn hợp trong sự nghiệp của mình.

## Sự nghiệp
Sánchez Vicario bắt đầu chơi quần vợt khi lên 4, khi cô theo các anh trai Emilio Sánchez và Javier Sánchez (cả hai đều là vận động viên chuyên nghiệp) ra sân tập và đập bóng vào tường. Khi 17 tuổi, cô trở thành tay vợt nữ trẻ nhất vô địch nội dung đơn tại giải Pháp Mở rộng năm 1989, khi đánh bại đương kim số 1 thế giới Steffi Graf ở chung kết. (Năm sau Monica Seles phá kỉ lục này khi vô địch giải lúc mới có 16 tuổi)
Sanchez Vicario nắm giữ ngôi vị số 1 thế giới năm 1995 trong 12 tuần, xen kẽ trong thời gian giữ ngôi số 1 của Steffi Graf. Cô là tay vợt nữ đầu tiên sau Martina Navratilova năm 1987 đồng thời nắm giữ ngôi vị số 1 ở cả hai nội dung đơn và đôi.
Sanchez Vicario giành được tổng cộng 4 danh hiệu Grand Slam đơn. Dù từng lọt vào trận chung kết của cả bốn giải Grand Slam nhưng cô mới chỉ có được chức vô địch của 2 giải. Như các tay vợt Tây Ban Nha khác, Sanchez Vicario có thế mạnh trên mặt sân đất nện với 3 trên 4 danh hiệu đạt được ở giải Pháp Mở rộng. Danh hiệu còn lại ở giải Mỹ Mở rộng. Ngoài các danh hiệu Grand Slam đơn, cô còn có được 6 chức vô địch Grand Slam đôi nữ, bao gồm 3 Úc Mở rộng, 2 Mỹ Mở rộng và 1 Wimbledon (với các đồng đội Helena Suková, Jana Novotná và Chanda Rubin). Cô cũng giành được 4 Grand Slam nội dung hỗn hợp.
Năm 1991, Sanchez Vicario cùng Tây Ban Nha lần đầu tiên vô địch Fed Cup và còn thêm 4 lần nữa vào các năm 1993, 1994, 1995 và 1998. Sanchez Vicario đang nắm giữ kỉ lục là tay vợt thắng nhiều trận nhất (72) và tham gia nhiều trận đấu đồng đội nhất (58) ở Fed Cup .
Sánchez Vicario cũng là thành viên của đội tuyển quần vợt Tây Ban Nha giành Cúp Hopman vào các năm 1990 và 2002. Cô đại diện cho tổ quốc mình tham dự 5 nội dung tại các Thế vận hội 1992 và 1996, giành 2 huy chương bạc và 2 huy chương đồng.
Trong suốt sự nghiệp, Sánchez Vicario giành được tổng cộng 29 danh hiệu đơn và 69 danh hiệu đôi. Một thời gian sau khi chia tay người chồng đầu tiên vào tháng 5 năm 2001, cô tuyên bố giải nghệ; mặc dù sau đó cô có tham gia nội dung đôi ở một số giải vào năm 2004.
Năm 2005, tạp chí TENNIS xếp Sánchez Vicario thứ 27 trong danh sách 40 tay vợt vĩ đại nhất trong kỉ nguyên quần vợt. Năm 2007 cô được lưu danh trong Nhà lưu niệm quần vợt quốc tế. Cô là vận động viên quần vợt người Tây Ban Nha thứ ba (và nữ vận động viên Tây Ban Nha đầu tiên) được lưu danh ở đây.

## Gia đình
Sánchez Vicario đã lập gia đình 2 lần: lần đầu tiên với phóng viên thể thao Joan Girona và chia tay năm 2001. Lần thứ hai cô cưới doanh nhân Jose Santacana vào tháng 9 năm 2008 . Con đầu lòng của họ là một bé gái cũng tên Arantxa, ra đời tháng 2 năm 2009 .